# Friedhof „Unter den Linden“

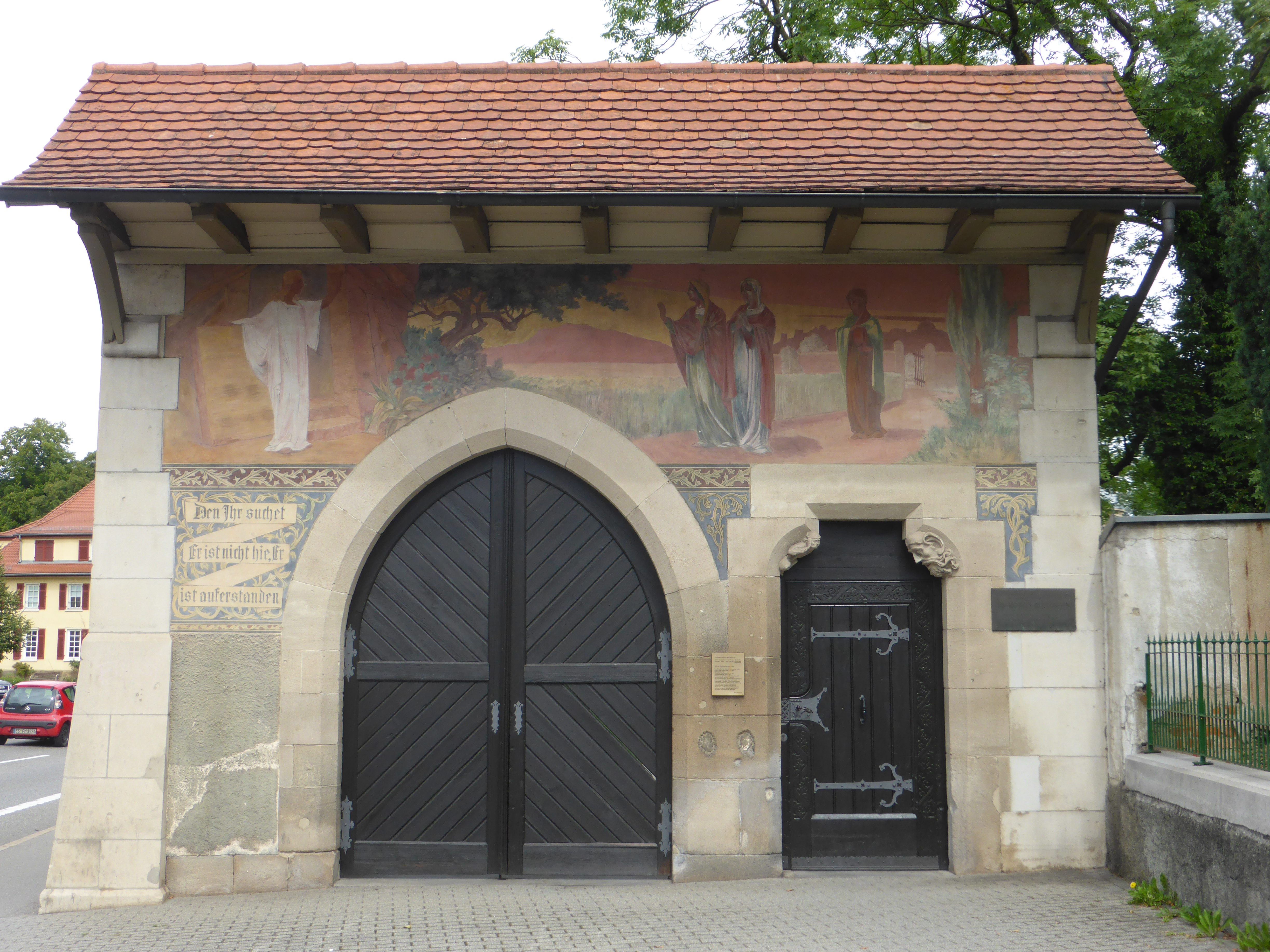
„Totentörle“: Eingang zum Friedhof

Das Gelände des alten Stadtfriedhofs „Unter den Linden“ in Reutlingen wird schon seit vielen Jahrhunderten als Begräbnisstätte genutzt. Im Mittelalter lag dort der Kirchhof der Wallfahrtskirche „St. Peter und Paul in den Weiden“. Bis heute haben sich zahlreiche historische Grabdenkmale aus dem 19. und 20. Jahrhundert erhalten.

## Ausstattung

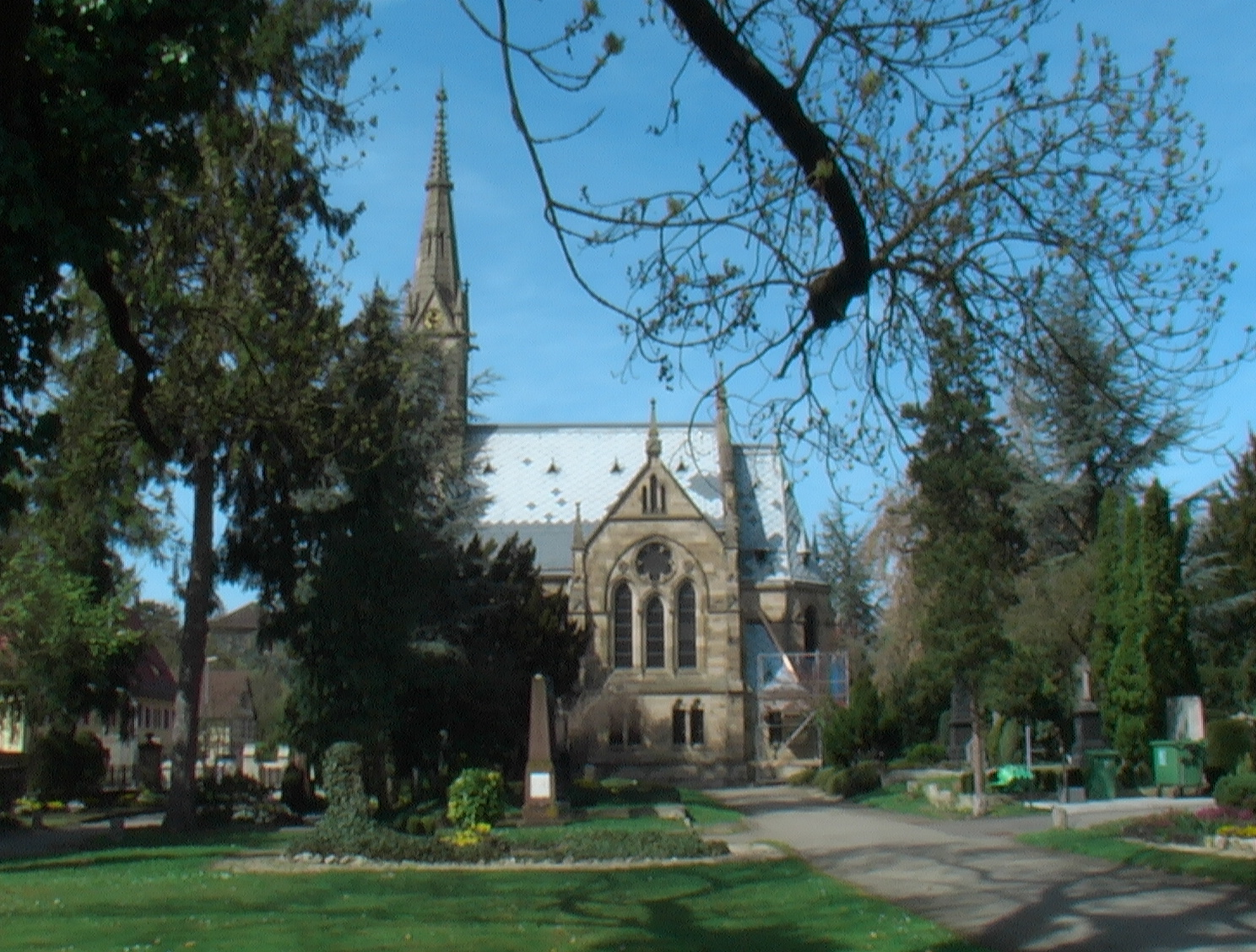
Katharinenkirche auf dem Friedhofsgelände

Der älteste Zugang der ursprünglich mittelalterlichen Anlage ist das schön erhaltene und bemalte „Totentörle“. Der Friedhof ist durch seinen alten Baumbestand geprägt. Mit Grabmalen und den im Stil des Historismus ausgeschmückten Bauwerken (neoromanische Aussegnungshalle, neogotische Katharinenkirche) ist ein stadtgeschichtliches Porträt entstanden, das zugleich exemplarisch die Entwicklung der Friedhofskultur in Reutlingen dokumentiert.
Die Aussegnungshalle wurde 1903 von Stadtbaumeister Krämer im historisch-romanischen Stil erbaut. Erwähnenswerte Details im Inneren sind das Deckengebälk, die Empore und die Türen der Aufbahrungsräume. 1910 wurde ein Krematorium angebaut.

## Gräber und Mahnmale
Zu den historischen Grabdenkmalen gehören rund 130 aus der Zeit vor 1900, davon einige aus dem 18. Jahrhundert. Der älteste Grabstein stammt von 1757. Viele bedeutende Reutlinger Bürger wurden hier bestattet, beispielsweise Gustav Werner, Eduard Lucas, Emil Gminder, Laura Schradin. Etliche Gräber verschiedener Kaufmanns- und Fabrikantendynastien sind erhalten.
Als Denkmal erinnert ein Obelisk an den Krieg 1870/71. Eine große Gedenkanlage ist den Opfern der beiden Weltkriege gewidmet. Die Gefallenen von 1914–1918 sind namentlich auf Bronzetafeln geführt. Für die Toten von 1939–1945 steht symbolisch ein hoher Obelisk, außerdem Steinkreuze und die Bronzefigur eines Mädchens (Entwurf Hans Wimmer). Ein Mahnmal steht für die „Opfer der Gewalt“ während des Nationalsozialismus (Sarkophag von Richard Raach mit der Asche von KZ-Opfern), ein weiteres Mahnmal (Pieta) für Kriegstote allgemein.